# You Are the Music in Me
"You Are the Music in Me" là đĩa đơn thứ hai phát hành ở Anh từ bộ phim nguyên gốc Disney Channel, High School Musical 2.

## Phiên bản gốc

### Video âm nhạc
Video âm nhạc chỉ là clip các cảnh quay ở trong phim nhưng có một chút sửa đổi. Cảnh quay bắt đầu từ Kelsi, Gabriella và Troy singing hát bên cạnh chiếc piano, và kết thúc khi tất cả những người bạn của họ cùng ùa vào phòng và hát chung. Video có xen vào những cảnh quay có Troy và Gabriella từ phần 1 (High School Musical) của series phim này.

### Xếp hạng
| Bảng xếp hạng (2007)   | Vị trí cao nhất |
| ---------------------- | --------------- |
| Canadian Hot 100       | 54              |
| Irish Singles Chart    | 12              |
| Swiss Singles Chart    | 75              |
| UK Singles Chart       | 26              |
| U.S. Billboard Hot 100 | 31              |
| U.S. Billboard Pop 100 | 25              |

### Danh sách track
- UK CD Single

1. "You Are the Music in Me" (Zac Efron and Vanessa Hudgens)
2. "You Are the Music in Me" (Instrumental)

## Phiên bản Sharpay
Một phiên bản hát bởi nhân vật Sharpay được gọi là "You Are the Music In Me (Phiên bản Sharpay) hay (Hát lại)" là ca khúc thứ sáu cho album soundtrack của High School Musical 2.

## Thông tin bài hát
Trong phim, Kelsi là người đã sáng tác ca khúc này và dành nó cho Troy và Gabriella biểu diễn trong đêm nhạc. Tuy nhiên, Sharpay đã đánh cắp ca khúc này và bảo Troy hát nó cùng cô trong đêm diễn. Phiên bản của Sharpay được hát nhanh hơn rất nhiều, thêm vào các nhạc cụ như trống và ghi-ta.

### Các phiên bản chính thức
1. "You Are the Music in Me (Phiên bản Sharpay)" (Phiên bản Album) — 2:29
2. "You Are the Music in Me (Phiên bản Sharpay)" (Phiên bản Instrument) — 2:29
3. "You Are the Music in Me (Phiên bản Sharpay)" (Jason Nevins Non-Stop Dance Remix) — 3:31

### Xếp hạng
| Bảng xếp hạng (2007)   | Vị trí cao nhất |
| ---------------------- | --------------- |
| UK Singles Chart       | 89              |
| U.S. Billboard Pop 100 | 95              |